# آخرین کریسمس
«آخرین کریسمس» (به انگلیسی: Last Christmas) نام یکی از مشهورترین تک‌آهنگ‌های جورج مایکل است. در واقع از مشهورترین آهنگ‌های موجود کریسمس است که برای انگلیسی زبان‌ها حال و هوای کریسمس را تازه می‌کند. تک‌آهنگ آخرین کریسمس توسط بسیاری از خوانندگان مشهور ازجمله، تیلور سوئیفت، اشلی تیزدیل، کسکادا و قورباغه دیوانه، و یک خواننده ایرانی به نام ملانی بازخوانی شده‌است.